# Ermanno Olmi
Ermanno Olmi (Bergamo, 24 luglio 1931 – Asiago, 7 maggio 2018) è stato un regista, sceneggiatore, produttore cinematografico, direttore della fotografia, montatore e scrittore italiano.

## Biografia

### Le origini e i documentari
Ermanno Olmi nacque a Bergamo, ma la famiglia, padre ferroviere e madre operaia, si trasferì a Treviglio quando lui era ancora piccolo, ed è lì che il futuro regista è cresciuto. Il suo luogo di nascita è stato spesso riportato erroneamente come Treviglio da più fonti, ma Olmi stesso ha fatto chiarezza su questo punto in un'intervista concessa a Charlie Owens, autore di una monografia dedicata al regista: Owens: «Alcuni scrivono che tu sei nato a Bergamo, altri scrivono Treviglio. Dove sei nato esattamente?». Olmi: «A Bergamo, in un quartiere chiamato Malpensata. Io spero che quando sono venuto al mondo mia madre l'abbia pensata in modo diverso, ovvero che sia stata una bella pensata l'avermi messo al mondo!». Di famiglia profondamente cattolica, Olmi rimane da giovane orfano di padre, morto durante la seconda guerra mondiale; frequenta prima il liceo scientifico e poi il liceo artistico, ma non porta a termine gli studi.
Si trasferisce a Milano per seguire i corsi di recitazione dell'Accademia di Arte Drammatica; contemporaneamente, allo scopo di mantenersi, trova anche un lavoro da fattorino presso la Edison-Volta, dove già lavorava la madre, che gli affida l'organizzazione delle attività ricreative per i dipendenti, in particolare quelle relative al servizio cinematografico, e gli viene richiesto di documentare le produzioni industriali attraverso filmati. Olmi sfrutta l'occasione per dimostrare la sua intraprendenza e il suo talento con la macchina da presa; pur non avendo praticamente nessuna esperienza alle spalle, tra il 1953 e il 1961 realizza decine di documentari, tra i quali La diga del ghiacciaio (che documenta la costruzione delle Diga del Sabbione), Tre fili fino a Milano (1958) e Un metro è lungo cinque. In tutti gli oltre quaranta documentari realizzati negli otto anni di lavoro si nota l'attenzione alla condizione degli uomini che lavorano nelle strutture aziendali, un modello interpretativo della realtà che anticipa le caratteristiche peculiari delle future pellicole di Olmi.

### Il debutto e i primi lavori
Finalmente nel 1959 Olmi debutta sul grande schermo con il lungometraggio Il tempo si è fermato, storia imperniata sull'amicizia fra uno studente e il guardiano di una diga e ambientato nell'isolamento e nella solitudine dell'alta montagna. Già in questo esordio si evidenziano i temi tipici della sua attività cinematografica e dispiegati nella fase del regista maturo, fedele alla propria cifra stilistica. Profondamente legato alle proprie origini rurali e modeste, privilegia i sentimenti delle persone semplici, il rapporto con la natura, e spesso offre uno sguardo sulla solitudine e sulle sue conseguenze, da qui la scelta di lavorare con attori non professionisti.
Due anni dopo grazie a Il posto (prodotto dalla casa di produzione 22 dicembre, fondata dallo stesso Olmi con un gruppo di amici) ottiene ottime recensioni da parte della critica. Il film ruota intorno alle aspirazioni di due giovani alle prese con il loro primo impiego. La pellicola si aggiudica il premio della critica alla Mostra del cinema di Venezia del 1961. Nel successivo film, I fidanzati (1963) si ritrovano ancora l'attenzione al quotidiano, alle cose semplici della vita, alle vicende del mondo operaio; il tutto intessuto da una vena intimista. Gira in seguito E venne un uomo (1965); un'attenta e partecipe biografia di papa Giovanni XXIII, nella quale non si lascia trascinare da scontati agiografismi.

### Il grande successo
Dopo un periodo contrassegnato da lavori non del tutto riusciti come Un certo giorno (1968), I recuperanti (1969) e Durante l'estate (1971), nel 1974 Olmi ritrova l'ispirazione prima con La circostanza (1974) e successivamente dà alla luce quello che molti considerano il suo capolavoro assoluto, L'albero degli zoccoli (1978), che si aggiudica la Palma d'oro al Festival di Cannes e il Premio César per il miglior film straniero. Il film getta uno sguardo poetico, ma allo stesso tempo realistico, privo di sentimentalismi, al mondo contadino, l'ambiente nel quale Olmi è nato e cresciuto e al quale è sempre rimasto legato. Si trasferisce da Milano ad Asiago, dove da quel momento risiederà. Nel 1982 a Bassano del Grappa fonda la scuola di cinema Ipotesi Cinema. Sempre nel 1982 dirige Camminacammina, allegoria sulla narrativa dei Re Magi. Torna a girare documentari per la Rai, oltre ad alcuni spot televisivi.

### Gli ultimi decenni

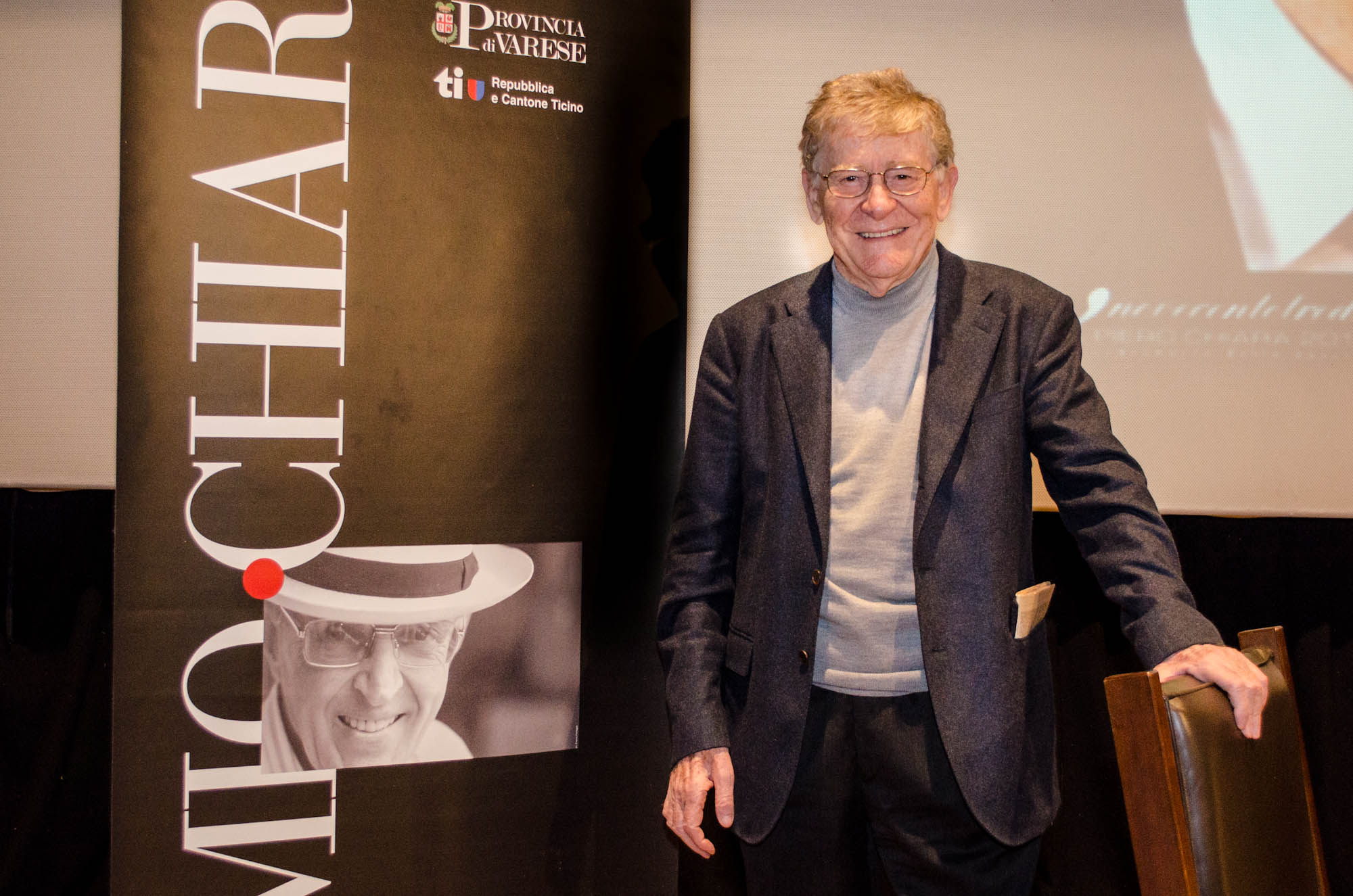
Ermanno Olmi al Premio Chiara nel 2013.

Nel 1987 Olmi torna a dirigere una pellicola con il claustrofobico Lunga vita alla signora!, premiato al Festival di Venezia con il Leone d'argento. L'anno seguente si aggiudica, invece, il Leone d'oro grazie a La leggenda del santo bevitore, basata sull'omonimo racconto scritto da Joseph Roth adattato da Tullio Kezich e dal regista stesso. A differenza delle altre, si tratta di una pellicola per il mercato internazionale, girata in inglese e interpretata dall'olandese Rutger Hauer; l'ambientazione, poi, è a Parigi. Oltre al premio della rassegna lagunare, il film vince quattro David di Donatello.
Cinque anni dopo, nel 1993, trae Il segreto del bosco vecchio dall'omonimo romanzo di Dino Buzzati; la pellicola vede come protagonista Paolo Villaggio, un evento piuttosto raro per Olmi, che privilegia attori non professionisti. Nel 1994 dirige un episodio del vasto progetto internazionale Le storie della Bibbia, a cui partecipa anche la Rai, Genesi: La creazione e il diluvio. Nel 2001 dirige Il mestiere delle armi, film storico in costume presentato con successo al Festival di Cannes 2001 e acclamato a livello internazionale. Il film si aggiudica 9 David di Donatello 2002: "miglior film", "miglior regista", "migliore sceneggiatura", "miglior produttore", "miglior fotografia", "miglior montaggio", "miglior musica", "migliori costumi" e "migliore scenografia".
Nel 2003 approda in una Cina senza tempo per raccontare epiche vicende di pirati e di arrembaggi in Cantando dietro i paraventi, anch'esso acclamato dalla critica, che vede Bud Spencer come unico attore occidentale, insieme a Camillo Grassi, in un cast interamente orientale. Nel 2005 collabora con altri due grandi registi, Abbas Kiarostami e Ken Loach, nel film Tickets. Nel 2007 esce Centochiodi, che Olmi annuncia come il suo ultimo film di finzione, dichiarandosi al momento intenzionato a tornare a dirigere solo documentari. Nel 2008 riceve il Leone d'oro alla carriera alla Mostra del cinema di Venezia. Nel 2013 l'Università di Padova gli conferisce la laurea honoris causa in Scienze Umane e Pedagogiche per "la sua azione di valorizzazione delle radici culturali, della memoria, delle tradizioni, della grande storia e dell'esperienza quotidiana e delle piccole cose."
Nel 2011, smentendo voci precedenti, torna a dirigere un lungometraggio di finzione realizzando Il villaggio di cartone (2011), seguito tre anni dopo da quello che resterà effettivamente il suo ultimo film,Torneranno i prati (2014).
Ermanno Olmi muore, all'età di 86 anni, il 7 maggio 2018 
all'ospedale civile di Asiago, dove si trovava ricoverato da qualche giorno. Era affetto dalla sindrome di Guillain-Barré, diagnosticatagli a cinquant'anni, malattia invalidante che l'avrebbe poi tenuto spesso lontano dai riflettori.

## Vita privata

### Relazioni
Sposato con Loredana Detto (con cui ha avuto tre figli)  che fu la protagonista femminile de Il posto, il suo secondo film. 

### Figli
Il figlio Fabio Olmi opera anch'egli nel mondo del cinema come direttore della fotografia (ha lavorato con lui in diversi film come Lungo il fiume, Il mestiere delle armi, Cantando dietro i paraventi, Tickets, Centochiodi e Torneranno i prati).

## Filmografia

### Regista

#### Cinema
- Il tempo si è fermato (1959)
- Il posto (1961)
- I fidanzati (1963)
- E venne un uomo (1965)
- Un certo giorno (1969)
- Durante l'estate (1971)
- La circostanza (1973)
- L'albero degli zoccoli (1978)
- Camminacammina (1983)
- Lunga vita alla signora! (1987)

La cotta (1967)

- La leggenda del santo bevitore (1988)
- Il segreto del bosco vecchio (1993)
- Il mestiere delle armi (2001)
- Cantando dietro i paraventi (2003)
- Tickets co-regia con Abbas Kiarostami e Ken Loach (2005)
- Centochiodi (2007)
- Il villaggio di cartone (2011)
- Torneranno i prati (2014)

#### Televisione
- Racconti di giovani amori – film TV (1967)
- La cotta – film TV (1967)
- I recuperanti – film TV (1970)
- Alcide De Gasperi – film TV (1974)
- Genesi: La creazione e il diluvio – film TV (1994)

### Direttore della fotografia
- Durante l'estate (1971)
- L'albero degli zoccoli (1978)
- Camminacammina (1983)
- Lunga vita alla signora! (1987)

### Documentari e cortometraggi
- Piccoli calabresi sul Lago Maggiore...nuovi ospiti nella colonia di Suna (1953) - Corto - 9 minuti
- Sabbioni - Una diga a quota 2500 (1953) - Corto - 10 minuti
- II raduno sciistico sociale all'Alpe Devero (1953) - Corto - 15 minuti - B/N
- Vacanze a Marina di Massa. Colonia Ettore Motta del Gruppo Edison (1953) - Corto - 10 minuti[11]
- La pattuglia del Passo S. Giacomo (1954) - Corto - 13 minuti - Colore
- Alpe Devero - raduno sciistico sociale - 3° Trofeo Caduti della Soc. Edison in guerra e sul lavoro (1954) - 21 minuti - Colore
- Dialogo di un venditore di almanacchi e di un passeggiere (1954) - Corto - 10 minuti - con Enzo Tarascio
- La diga sul ghiacciaio (1955) - Corto - 11 minuti
- Società Ovesticino - Dinamo (1955) - Corto
- L'onda (1955) - Corto - 7 minuti - B/N - poesia di Gabriele D'Annunzio detta da Giorgio Albertazzi
- Vacanze nelle colonie Sicedison (1955) - Corto
- L'energia elettrica nell'agricoltura (1955) - Corto - 10 minuti - Colore
- La mia valle (1955) - Corto - 9 minuti - B/N
- Il racconto della Stura (1955) - Corto
- Cantiere d'inverno (1955) - Corto - 10 minuti
- Buongiorno natura (1955) - Corto - 10 minuti - Colore
- Michelino 1ª B (1956) - Corto - 44 minuti - soggetto e sceneggiatura di E. Olmi e Goffredo Parise
- Manon: Finestra 2 (1956) - Corto
- Costruzioni meccaniche Riva (1957) - Corto - 22 minuti - Colore
- Fibre en civiltà (1957) - Corto
- Campi sperimentali (1957) - Corto
- Il pensionato (1958) - Corto - 10 minuti
- Venezia città moderna (1958) - Corto - 15 minuti - Colore
- Tre fili fino a Milano (1958) - Corto - 24 minuti
- Il frumento (1958) - Corto
- Grigio (1958) - Corto
- Giochi in colonia (1958) - Corto - 25 minuti
- El Frayle (1959) - Corto
- Fertilizzanti prodotti dalla società del Gruppo Edison (1959) - Corto
- Cavo ad olio fluido a 220.000 volt (1960) - Corto
- Natura e chimica (1960) - Corto
- Po: forza 50.000 (1960) - Corto
- Il grande paese d'acciaio (1960) - Corto - 10 minuti - Colore
- Un metro lungo cinque (1961) - Corto
- Sacco in plypac (1961) - Corto
- Pomodoro (1961) - Corto
- Le grand barrage (1961) - Corto - 16 minuti
- Fertilizzanti complessi (1961) - Corto
- 700 anni (1964) - Corto - 43 minuti - TV - RAI - con un intervento di Carlo Campanini
- Dopo secoli (1964) - Corto
- Nino il fioraio (1967) - Corto
- Dal diario scolastico di Cesare Cornoldi (1967) - Corto
- Beata gioventù (1967) - TV
- Ritorno al paese (1967) - Corto
- Il tentato suicidio nell'adolescenza (1968)
- La borsa (1968) - TV
- La fatica di leggere (1970) - Corto
- In nome del popolo italiano (1971) - TV
- Le radici della libertà (1972) - TV
- Nascita di una formazione partigiana (1973) - TV
- Apocalypsis cum figuris (1979) - TV
- Personaggi fortemente sospettabili (1983) - Corto
- Milano '83, 6º episodio di Capitali culturali d'Europa (Trasmesso il 5 Marzo 1984) - Corto - 65 minuti - TV - RAI
- Artigiani veneti (1986) - Corto
- Così è andata. Gente di montagna (1987) - TV
- Milano, episodio di 12 registi per 12 città (1989)
- Lungo il fiume (1992)
- Mille anni (1995)
- Il denaro non esiste (1999) - TV
- Atto unico di Jannis Kounellis (2007) - Corto
- Terra Madre (2009)
- Rupi del vino (2009)
- Il premio (2009)
- Il pianeta che ci ospita (2015)
- Vedete, sono uno di voi (2017)

### Montatore
- Durante l'estate (1971)
- La circostanza (1974)
- L'albero degli zoccoli (1978)
- Camminacammina (1983)
- Lunga vita alla signora! (1987)
- La leggenda del santo bevitore (1988)

### Produttore
- La circostanza (1974)
- La duchessa di Langeais, regia di Jacques Rivette (2007)
- Questione di punti di vista, regia di Jacques Rivette (2009)
- Una questione privata, regia di Paolo e Vittorio Taviani (2017)

## Libri
- Ragazzo della Bovisa, Milano, Camunia, 1986, 167 p.
- con Daniela Padoan, Il sentimento della realtà, Editrice San Raffaele, 2008, 137 p. EAN: 9788886270588
- L'apocalisse è un lieto fine. Storie della mia vita e del nostro futuro, Rizzoli, 2013, 300 p. EAN: 9788817059046
- Lettera a una Chiesa che ha dimenticato Gesù, Piemme, 2013, 94 p. EAN: 9788856628081
- con Marco Manzoni, Il primo sguardo, Bompiani, 2015, 186 p. EAN: 9788845278532

## Riconoscimenti

### Premi cinematografici
- Festival di Cannes
  - 1978: Palma d'oro per L'albero degli zoccoli

- Mostra d'arte cinematografica di Venezia
  - 1987: Leone d'argento - Gran premio della giuria per Lunga vita alla signora!
  - 1988: Leone d'oro per La leggenda del santo bevitore
  - 2008: Leone d'oro alla carriera
- David di Donatello
  - 1962: David di Donatello alla miglior regia per Il posto
  - 1979: David di Donatello al miglior film per L'albero degli zoccoli
  - 1982: David europeo
  - 1989: David di Donatello al miglior film per La leggenda del santo bevitore
  - 1989: David di Donatello alla miglior regia per La leggenda del santo bevitore
  - 1989: David di Donatello al miglior montaggio per La leggenda del santo bevitore
  - 1992: David Luchino Visconti
  - 2002: David di Donatello al miglior film per Il mestiere delle armi
  - 2002: David di Donatello alla miglior regia per Il mestiere delle armi
  - 2002: David di Donatello alla miglior sceneggiatura per Il mestiere delle armi
  - 2002: David di Donatello alla miglior produzione per Il mestiere delle armi
  - 2007: Premio dei critici per Centochiodi
- Festival internazionale del film di Locarno
  - 2004: Pardo d'onore
- Nastro d'argento
  - 1979: Nastro d'argento al regista del miglior film per L'albero degli zoccoli
  - 1979: Nastro d'argento alla migliore fotografia per L'albero degli zoccoli
  - 1979: Nastro d'argento al migliore soggetto per L'albero degli zoccoli
  - 1979: Nastro d'argento alla migliore sceneggiatura per L'albero degli zoccoli
  - 1986: Nastro d'argento al miglior cortometraggio per Milano '83
  - 1989: Nastro d'argento al regista del miglior film per La leggenda del santo bevitore
  - 1989: Nastro d'argento alla migliore sceneggiatura per La leggenda del santo bevitore
  - 2004: Nastro d'argento al migliore soggetto per Cantando dietro i paraventi
- Globo d'oro
  - 2001: Globo d'oro al miglior film per Il mestiere delle armi
  - 2010: Globo d'oro alla carriera
  - 2014: Gran Premio della stampa estera per Torneranno i prati
- Grolla d'oro
  - 2001: Grolla d'oro al miglior regista per Il mestiere delle armi
  - 2001: Grolla d'oro al miglior produttore per Il mestiere delle armi
- Ciak d'oro
  - 1989: Ciak d'oro al miglior film per La leggenda del santo bevitore
  - 1989: Ciak d'oro al miglior regista per La leggenda del santo bevitore
- 1974: Festival di San Sebastián, Menzione speciale per La circostanza
- 1979: Premio César per il miglior film straniero per L'albero degli zoccoli
- 2001: Flaiano d'Oro per Il mestiere delle armi
- 2007: Premio Federico Fellini

## Onorificenze

### Altri riconoscimenti
- Nel 1988 è stato insignito della Medaglia d'oro della Città di Bergamo per aver dato lustro alla sua città natale con opere di profondo valore umano e culturale.[16]
- Nel 2003 ha ricevuto dall'Accademia dei Lincei il Premio Feltrinelli per la Regia cinematografica.[17]
- Nel 2013 riceve il Premio Letterario Chiara alla carriera.[18]
- Nel 2018 il Comune di Milano ha deciso che il suo nome venga iscritto nel Famedio, all'interno del Cimitero Monumentale.[19][20]

### Cittadinanze onorarie
| Comune                        | Data investitura |
| ----------------------------- | ---------------- |
| Bergamo                       | 1997             |
| Treviglio                     | 28 febbraio 2003 |
| Gavoi                         | 6 luglio 2009    |
| Sotto il Monte Giovanni XXIII | 13 maggio 2013   |

### Libri di Ermanno Olmi
- Ragazzo della Bovisa, Camunia, Milano, 1986.
- Il sentimento della realtà (con Daniela Padoan), Editrice San Raffaele, Milano, 2008.
- L'apocalisse è un lieto fine - Storia della mia vita e del nostro futuro, Rizzoli, 2013
- Lettera a una Chiesa che ha dimenticato Gesù, Piemme, 2013, riedito come La mia lettera alla chiesa, Piemme, 2018
- Ermanno Olmi e Giacomo Gambetti, L'albero degli zoccoli, 1ª ed., Roma, Edizioni Rai, 1980. URL consultato l'11 aprile 2020.
- Ermanno Olmi, L'albero degli zoccoli di Ermanno Olmi: Martinengo, Palosco, Cividate al Piano, Mornico al Serio, Cortenuova : ricordano il poema delle loro radici, a cura di Silvana Milesi, 1ª ed., Bergamo, Corponove, 1998. URL consultato l'11 aprile 2020.

### Libri di altri autori
- Charlie Owens, Ermanno Olmi, Gremese Editore, 2001, ISBN 88-8440-062-7.
- Tullio Kezich, Ermanno Olmi. Il mestiere delle immagini, Edizioni Falsopiano, 2004, ISBN 978-88-87011-81-4.
- Daniela Padoan, Il sentimento della realtà, Editrice San Raffaele, Milano, 2008, ISBN 978-88-86270-58-8.
- Maurizio Zaccaro, La Scelta - L'amicizia, il cinema, gli anni con Ermanno Olmi, Vallecchi Editore, 2021, ISBN 978-88-82521-14-1